# کارلوس سانتیبانز
کارلوس سانتیبانز (انگلیسی: Carlos Santibáñez؛ زادهٔ ۳۰ اوت ۱۹۸۶) بازیکن فوتبال اهل آرژانتین است.
از باشگاه‌هایی که در آن بازی کرده‌است می‌توان به باشگاه فوتبال آرژانتینوس جونیورز اشاره کرد.